# Кит Скот
Кит Скот је измишљени лик из америчке телевизијске серије „Три Хил“, кога игра амерички глумац Крејг Шифер. Кит је Денов старији брат, и заузео је Денову позицију у Лукасовом животу, помажући Карен у Лукасовом одгоју. Иако је још од средње школе био заљубљен у Карен, њих двоје су били у љубавној вези непосредно пре Китовог убиства. Након Китове смрти, Карен сазнаје да носи његово дете, а у четвртој сезони серије рађа девојчицу по имену Лили.